# Categoria (filosofia)
Categorias (do grego: κατηγορία, kategoría ('acusação, atributo'), pelo latim categoria) são conceitos gerais que exprimem  as diversas relações que podemos estabelecer entre ideias ou fatos.
Originalmente, o termo não tinha sentido filosófico. Em Ésquilo e Hipócrates, o termo  κατήγορος significa 'que revela'. Em Heródoto,  significa 'acusador' -  no sentido de atribuir um predicado a algo ou alguém.  Frequentemente,  κατηγορία significou 'acusação' ou 'censura'. Aristóteles foi o primeiro a usar o termo κατηγορία (que, eventualmente, é traduzido como 'denominação', 'predicação' ou 'atribuição') em sentido técnico.
Aristóteles chamava "categoria do ser" aos predicados gerais atribuídos ao ser, correspondendo, então, às distintas classes do  ser, distintas classes de predicados. A teoria das categorias, ou praedicamenta, iniciada pelo Estagirita, permaneceu - sofrendo constantes intervenções, acréscimos, depuramentos - na filosofia grega e posteriormente na filosofia medieval, até nossos dias.

## As categorias de Aristóteles
No estudo das três artes da linguagem (Artes Liberais) a autora da obra The Trivium, irmã Miriam Joseph C.S.C., afirma que as dez categorias do ser de Aristóteles são categorias metafísicas, que classificam palavras em relação ao nosso conhecimento do ser. Encontram correspondência nas dez categorias ou praedicamenta da lógica  que classificam os nossos conceitos - o nosso conhecimento do ser. 
As categorias são:
1. Substância (οὐσία) - designa um ser ou sua composição, material ou espiritual, independentemente do uso de predicativos. É similar ao conceito de substantivo, que não exige complemento nem expressa relação ou qualidade. As particularidades de uma determinada substância são chamadas de acidentes. Uma substância pode pertencer a um grupo hierárquico de substâncias. Exemplos: "homem" e "cavalo", sendo ambos "animais"; Sócrates é uma particularidade da substância "homem".
2. Quantidade (ποσὀν) - trata-se da medida (quantidade contínua) ou da contagem (quantidade discreta) de uma substância. Como exemplo de quantidades contínuas, temos, por exemplo, as medidas de comprimento, massa, volume, tempo etc. Como exemplo de quantidades discretas, os numerais cardinais. Quantidade não inclui comparações como alto e baixo, grande e pequeno, muito e pouco, pois tais termos representam relação e não quantidade.
3. Qualidade (ποιὀν) - algo que pode ser dito acerca da substância. Como qualidades temos as virtudes (p.ex. justiça, domínio próprio), as formas (p.ex. triangular, redonda), as coisas que nos tornam capazes ou incapazes de fazer algo (p.ex. força muscular, cegueira) e quaisquer características que somos capazes de perceber (p.ex. doçura, clareza). O conhecimento de algo em particular é classificado como uma qualidade.
4. Relação ou relativo (πρὀς τι) - algo que depende de um complemento ou da relação com outra coisa. Como exemplo, temos respectivamente: "conhecimento" (conhecimento de que?), "hábito" (de quê?); "metade" e "dobro", "maior", "mestre" e "escravo". Termos relativos incluem gradação, tais como "mais" ou "menos". Uma pessoa pode ter mais conhecimento do que outra.
5. Lugar(ποῦ) - indica uma localização em relação aos corpos que circundam uma substância, que mede e determina o seu lugar. Exemplo: no mercado; no Liceu.
6. Tempo ou data (πὀτε) - indica um ponto no tempo em relação ao curso de eventos extrínsecos. Por exemplo:  ontem, ano passado. A medida da duração de uma ação ou substância é classificada como quantidade.
7. Situação ou posição (κεῖσθαι)- é a disposição ou posição das partes de uma substância em relação a um lugar. Se a substância representada for uma esfera ou um ponto, por exemplo, sua posição será uma só e se identificará com o lugar. Contudo, se a substância for um homem, por exemplo, ele poderá estar sentado, deitado, de pé, pendurado etc.
8. Posse ou estado ou condição (ἓχειν) - consiste naquilo que a substância tem consigo ou o estado em que se encontra. Frequentemente engloba roupas, ornamentos ou armas com as quais os seres humanos, por suas habilidades, complementam a sua natureza de modo a conservar e preservar a si mesmos ou a sua comunidade (o outro ente).
9. Ação (ποιεῖν) - Aristóteles não descreve em detalhes,  mas, pelos seus exemplos, é o que pode ser expresso por verbos de ação ou de processos: sorrir, cortar, aquecer.
10. Paixão (πάσχειν) - recepção ou efeito  sofrido por uma substância a partir de uma ação realizada por algum agente: ser ferido, ficar aquecido. Algo que foi um efeito mas que tem caráter permanente ou que passe a identificar uma substância passa a ser identificado como qualidade. Alguns denominam de paixão.

## Categorização
Em linguística, categorização é o processo pelo qual idéias e objetos são reconhecidos, diferenciados e classificados. Em linhas gerais, a categorização consiste em organizar os objetos de um dado universo em grupos, classes ou categorias, com um propósito específico.